# SAKURA〜花霞〜
「SAKURA〜花霞〜」（サクラ はながすみ）は、中島美嘉の25枚目のシングル。2008年3月12日にリリースされた。

## 概要
- 前作「永遠の詩」から5か月ぶりのリリース。
- 表題曲は旅立ちの情景を描いた春の郷愁バラード。2005年に発売されたシングル「桜色舞うころ」以来3年ぶり2作目の桜ソング。
- 「花霞」は、「花が満開の時に遠目からは霞がかったように見える」という意味[1]。
- 5枚目のアルバム『VOICE』には、オリジナル・バージョンは収録されず、DAISHI DANCEバージョンが収録されている。
- 『MY SUGAR CAT』以来、オリコン週間シングルチャートでトップ10入りを逃した。

## 収録曲
1. SAKURA〜花霞〜
  - 作詞：MONA、長瀬弘樹／作曲：長瀬弘樹／編曲：河野伸
  - パナソニック「カード愛情サイズ おまかせキレイ篇」CMソング
2. SAKURA〜花霞〜（DAISHI DANCE）
3. conFusiOn
  - 作詞：中島美嘉、小竹正人／作曲：Tomokazu Matsuzawa／編曲：THE FLIXX
  - カネボウ化粧品「KATE」CMソング
4. SAKURA〜花霞〜（instrumental）
5. conFusiOn（instrumental）

## 楽曲の収録アルバム
- VOICE (#2,3)
- TEARS (#1)